# Revista Mexicana de Astronomía y Astrofísica
La Revista Mexicana de Astronomía y Astrofísica, abreviado RevMexAA, es una revista científica sobre astronomía y astrofísica de México fundada en 1974. Es sucesora del Boletín de los Observatorios Tonantzintla y Tacubaya publicado entre 1952 y 1972.
Es publicada por el Instituto de Astronomía de la Universidad Nacional Autónoma de México. La RevMexAA publica dos números al año. Durante los primeros veinte años incluía, como volúmenes separados, los reportes de conferencias astronómicas en México y Latinoamérica. En 1995, se decidió crear una nueva publicación dedicada a este propósito, la Revista Mexicana de Astronomía y Astrofísica, Serie de Conferencias (or RMxAC).
Mucha de la historia de la RmxAA fue publicada en 2011, e información previa en otros artículos bibliométricos.
Es considerada una de las revistas científicas de Latinoamérica con mayor factor de impacto.

## Política editorial
La política editorial de la RevMexAA consiste en enviar a arbitrar los artículos recibidos a especialistas en el campo. Los interesados en publicar en la revista pueden obtener más información en la 3a. de forros de los números recientes. Para mayor información sobre el estilo de la RevMexAA pueden consultarse los números recientes de ella. La publicación es gratuita para los autores.
En 1995 se inició la Serie de Conferencias de la Revista Mexicana de Astronomía y Astrofísica, dedicada a la publicación de las memorias de reuniones astronómicas efectuadas en México y en otros países del continente. Hasta 1994 las memorias de reuniones astronómicas de la región se publicaron como volúmenes especiales de la RevMexAA. Desde 2001 Christine Allen es la editora y William Henney el editor asociado de la Revista Mexicana de Astronomía y Astrofísica.

## Revista Mexicana de Astronomía y Astrofísica, Serie de Conferencias
La serie de conferencias fue creada en 1995 como un vehículo para publicar los registros de conferencias en astronomía y campos relacionados. Hasta la fecha, se han publicado 46 conferencias conferencias entre ellas: 16 Latin American Regional IAU Meetings (LARIM) y 6 Texas-Mexico Conferences on Astrophysics. Estas conferencias han tenido lugar en México, Chile, Brasil, Venezuela, Uruguay, Argentina, España, EUA y Colombia.

## Editores
Los siguientes astrónomos han sido editores de la RMxAA:
- E. E. Mendoza V., P. Pishmish & S. Torres-Peimbert (1974–1976)
- C. Cruz-Gonzalez, E. Mendoza V., P. Pishmish (1976–1977)
- C. Firmani, P. Pishmish & S. Torres-Peimbert (1978–1979)
- P. Pishmish, L. F. Rodríguez & S. Torres-Peimbert (1980–1983)
- P. Pishmish, & S. Torres-Peimbert (1983–1998)
- J. Cantó & L. F. Rodriguez (1999–2001)
- C. Allen (2002– )

Pasados editores de RMxAC:
- P. Pishmish, & S. Torres-Peimbert (1995–1998)
- J. Cantó & L. F. Rodriguez (1999–2001)
- C. Allen (2002)
- S. Torres-Peimbert (2001-)

## Métricas de revista
2022
- Web of Science Group : 1.418
- Índice h de Google Scholar: 31
- Scopus: 0.807